# DEMON AS BAD MAN
『DEMON AS BAD MAN』（デーモン・アズ・バッド・マン）は、デーモン小暮の2枚目のオリジナル・アルバム。

## 概要
井上陽水や高見沢俊彦、森雪之丞などが参加し、さまざまなタイプの楽曲を、デーモン節で表現した作品となっている。
2016年2月17日には、デーモン閣下直接監修によるリマスタリング、ボーナス・トラック「FIGHT FOR YOUR RIGHT」の追加、曲順の変更を行い、Blu-spec CD 2仕様で、『DEMON AS BADMAN -D.C.18 Edition-』として再発売した。

## 収録曲
1. ALL MIGHTY MANのテーマ
作詞：デーモン小暮、ライデン湯沢 / 作曲：デーモン小暮
2. INJURE THE NIGHT 〜夜を傷つけて〜
作詞：高樹亜依 / 作曲：筒美京平
3. LOVE ROMANCE
作詞・作曲：井上陽水
4. カツ丼
作詞：糸井重里 / 作曲：ゼノン石川
5. WILD LIFE
作詞：森雪之丞 / 作曲：エース清水
6. 逃げ遅れたNightmare
作詞・作曲：尾崎亜美
後に、1997年の尾崎のアルバム『WI2SH』にセルフカバーされ、収録された。
7. 恋愛論理
作詞・作曲：高見沢俊彦
後に、THE ALFEE名義でセルフカバーし、1996年のアルバム『LOVE』に収録された。
8. 昴〜すばる〜BD4
作詞・作曲：谷村新司
9. REFRAIN OF LOVE
作詞：デーモン小暮、ルーク篁 / 作曲：ルーク篁
10. King of the world
作詞：柴山俊之 / 作曲：世良公則

### -D.C.18 Edition-
1. LOVE ROMANCE
2. REFRAIN OF LOVE
3. FIGHT FOR YOUR RIGHT
ビースティ・ボーイズの楽曲のカバー。
4. カツ丼
5. WILD LIFE
6. 逃げ遅れたNightmare
7. 恋愛論理
8. King of the world
9. 昴〜すばる〜BD4
10. INJURE THE NIGHT 〜夜を傷つけて〜
11. ALL MIGHTY MANのテーマ

## 関連シングル
「LOVE ROMANCE」（1995年8月21日発売）
1. LOVE ROMANCE
作詞・作曲：井上陽水
2. FIGHT FOR YOUR RIGHT
作詞・作曲：Rick Rubin
Beastie Boys
  - Beastie Boysのカバーであり、聖飢魔IIが演奏している。
3. LOVE ROMANCE（オリジナル・カラオケ）